# Жуанно, Шанталь
Шанта́ль Жуанно́ (фр. Chantal Jouanno; род. 12 июля 1969, Вернон) — французская каратистка и политик, министр спорта (2010—2011 годы).

## Биография
Двенадцатикратная чемпионка Франции по карате-ката (артистическая разновидность боевого искусства, в котором спортсменки ведут «поединок с тенью»), начинала спортивную карьеру в парижском клубе Sporting International de karaté (SIK).
Получила профессиональную лицензию специалиста (BTS) в международной торговле, в 1991 году получила степень магистра в экономическом и государственном управлении, а в 1999 году окончила Национальную школу администрации. Работала в экспортном подразделении компании Citroën, в 1994 году перешла в EDF.
Возглавляла аппарат Николя Саркози в генеральном совете департамента Верхняя Сена и Агентство окружающей среды и энергетики (ADEME). 21 января 2009 года назначена государственным секретарём по вопросам экологии во втором кабинете Франсуа Фийона после перемещения Натали Косцюшко-Моризе в кресло госсекретаря по развитию цифровой экономики.
21 марта 2010 года избрана депутатом регионального совета Иль-де-Франс.
14 ноября 2010 года получила портфель министра спорта при формировании третьего кабинета Фийона.
26 сентября 2011 года вышла из правительства ввиду избрания её в Сенат Франции от Парижа при поддержке Союза за народное движение.
В мае 2014 года приняла участие в европейских выборах по единому списку Союза демократов и независимых и Демократического движения в регионе Иль-де-Франс, но за него проголосовали только 11,9 %, и Жуанно не получила депутатского места.
В октябре 2017 года оставила политику, выйдя из регионального совета Иль-де-Франса и из Сената, но 23 февраля 2018 года президент Макрон по инициативе премьер-министра Эдуара Филиппа предложил её кандидатуру на пост председателя Национальной комиссии публичных дебатов.

## Семья
Шанталь Жуанно — дочь Луи и Франсуазы Поль, в 1996 году вышла замуж за Эрве Жуанно, в их семье появились трое детей — дочь Сибилла, двойняшки Ком и Сикстина.